# إتش إم إس بارالونغ
إتش إم إس بارالونغ (بالإنجليزية: HMS Baralong) هي إحدى السفن الحربية التابعة للبحرية الملكية البريطانية خلال الحرب العالمية الأولى. في 19 أغسطس 1915 غرقت الغواصة الألمانية U-27 من قبل السفينة الحربية البريطانية HMS Baralong، وقد أُعدم جميع الألمان الناجين من الغواصة من قبل طاقم السفينة البريطانية بارالونغ بناءً على أوامر من الملازم غودفري هربرت ربَّان السفينة الحربية. أُرسل ذلك التقرير إلى وسائل الإعلام من قبل المواطنين الأمريكيين اللذين كانوا على متن Nicosia وهي سفينة شحن بريطانية محمَّلة بالإمدادات الحربية التي تم إيقافها من قبل U-27 قبل دقائق من وقوع الحادث.

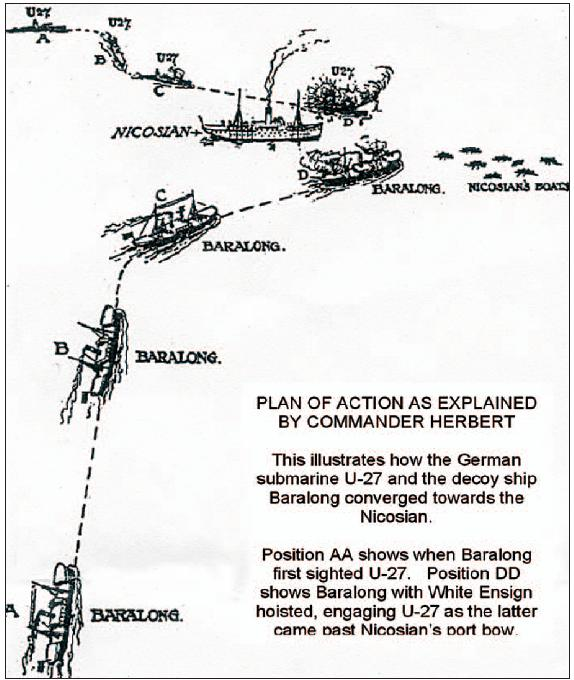
مخطط سير حادثة بارالونغ، 19 أغسطس 1915

في 24 سبتمبر، دمَّرت بارالونغ U-41 التي كانت تعمل على إغراق سفينة شحن Urbino وفقًا لما قاله قائد الغواصة كارل جويتز. استمرت بارالونغ في رفع العلم الأمريكي بعد إطلاق النار على U-41 ثم قامت بالاصطدام بقارب النجاة الذي كان يحمل الناجين من الغواصة الألمانية لإغراقه.